# Archips rosana
Archips rosana (tên tiếng Anh: Rose Tortrix) là một loài bướm đêm thuộc họ Tortricidae. Nó được tìm thấy ở both miền Cổ bắc và miền Tân bắc.

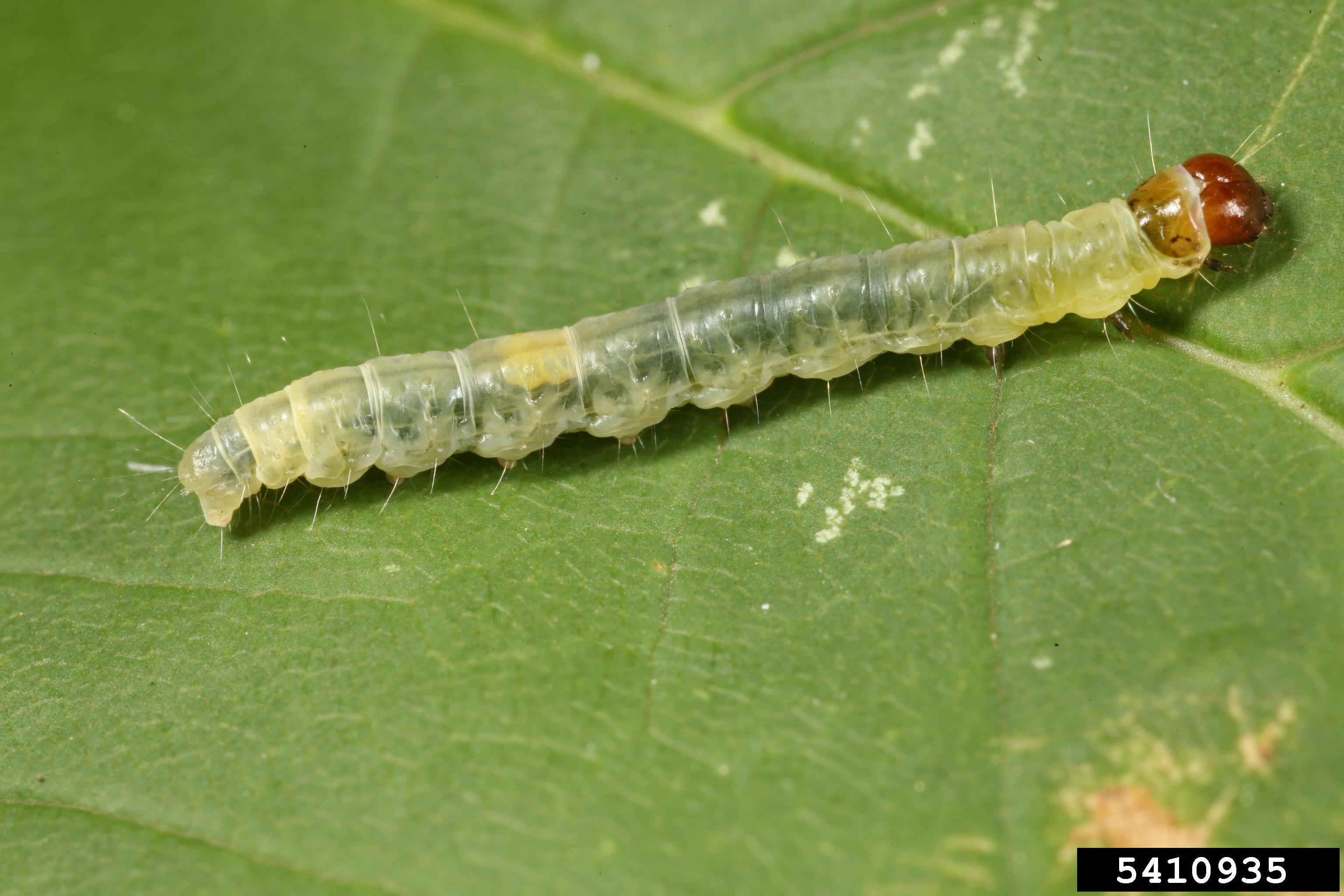
Ấu trùng

Sải cánh dài 15–24 mm. The moths are on wing từ tháng 5 đến tháng 8 tùy theo địa điểm.
Ấu trùng ăn rolled leaves of various fruit plants such as raspberry, cũng như cultivated rose.

## Hình ảnh

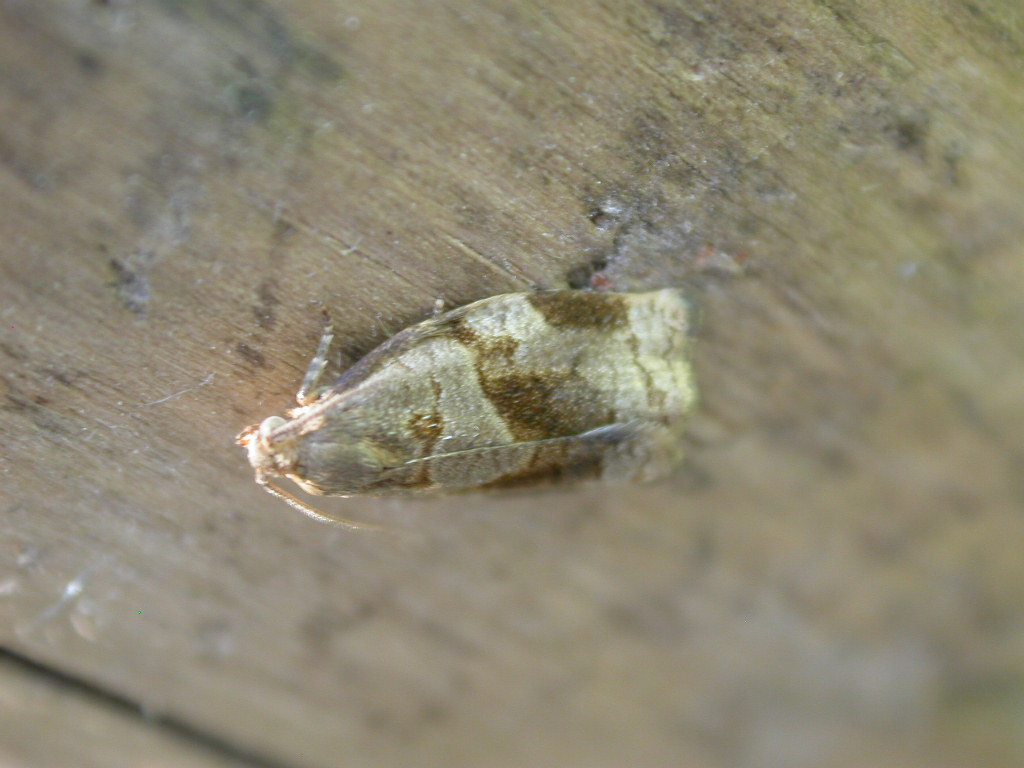
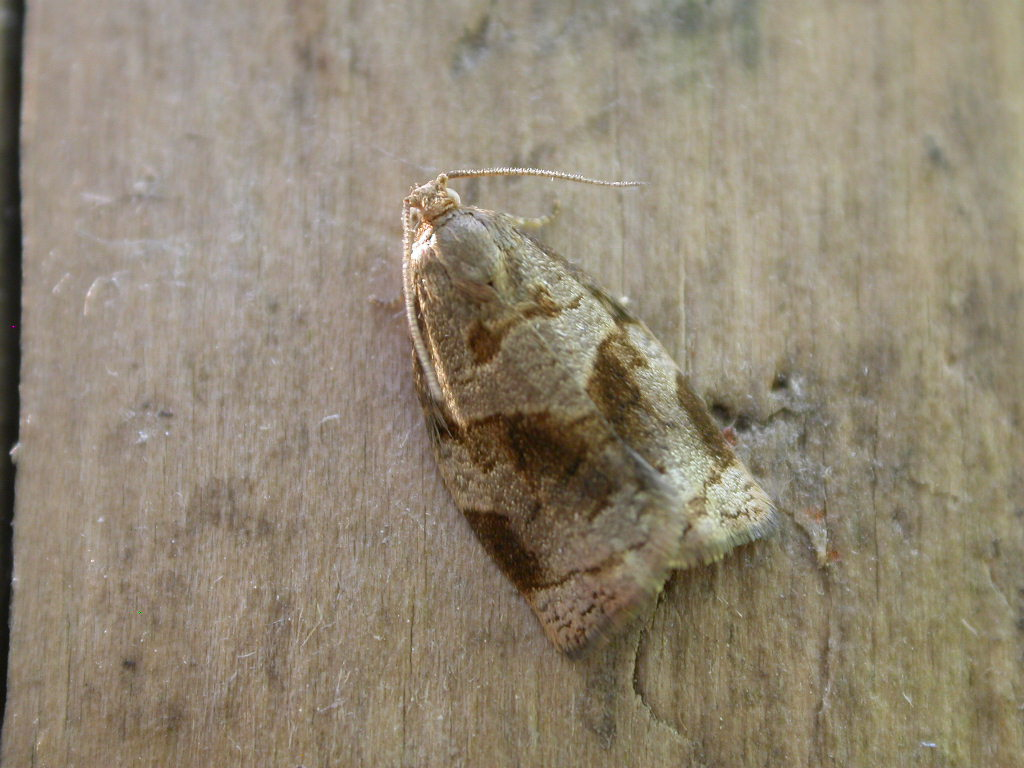